# Et-tecken

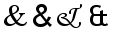
Varianter av et-tecknet

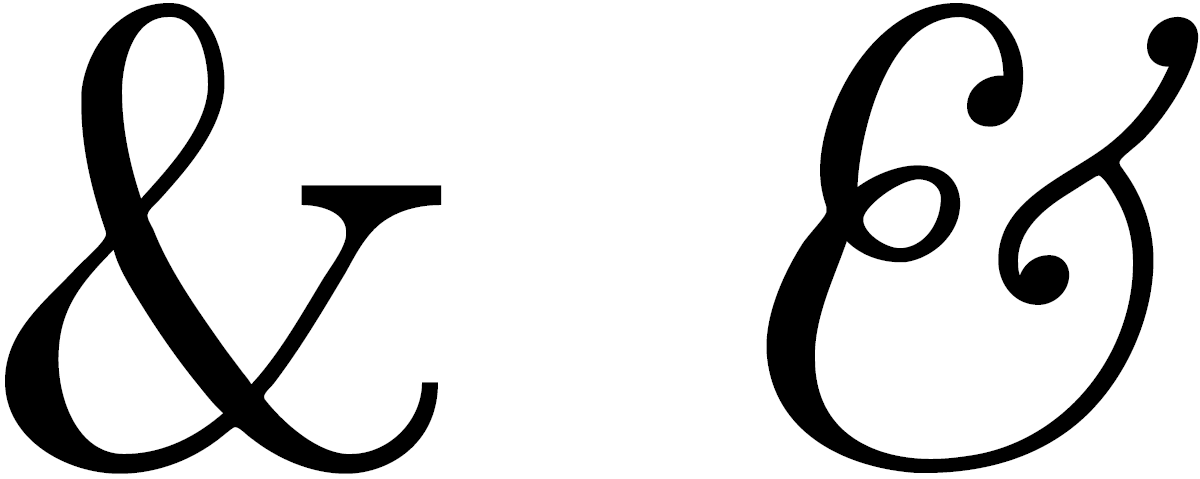
Et-tecken i normal stil till vänster, samt en variant i kursiv stil till höger

Et-tecken (&), även kallat och-tecken, är en ligatur för bokstäverna "e" och "t" i det latinska ordet et, 'och'. Jämför et cetera, som förkortas "etc".

## Användning

### Namn, titlar och referenser
Idag används tecknet i betydelsen "och", främst i firma- och företagsnamn, i titlar för tidningar och böcker, samt i källförteckningar, där flera författare har författat eller redigerat en och samma publikation:
- Företaget Ekström & Son
- Tidningen Kalle Anka & C:o ges ut varje vecka
- Herring, Edward, Whitehouse, Ruth D & Wilkins, John B. 1990. Papers of the fourth Conference of Italian Archaeology. London, Storbritannien.

I äldre litteratur kan man ofta se användandet av et-tecknet, såsom "&c" istället för "etc", men i modern löpande text rekommenderas användandet av "och" eller "samt" istället för et-tecken.

### Svenska
I svenska språket förekommer även ett alternativ till et-tecknet, huvudsakligen i informell handskrift: ett understruket O (dvs. "o̲"), som förkortning för ordet "och". Ursprunget till denna beteckning är okänt.

### Et-tecken och informationsteknik
I HTML används ofta et-tecken – följt av en bokstavskombination, och sedan avslutat med semikolon – för att inleda koder som genererar särskilda tecken på bildskärmar. Som exempel kan nämnas &alpha; för α (gement alfa), &minus; för − (minustecken) och &ndash; för – (kort tankstreck).
Unicode-koden för et-tecknet är U+0026 (ampersand), medan HTML-koden är &amp; eller &#x0026;.
I it-sammanhang och programmering kan tecknet användas som en operator för logisk konjunktion, ibland i formen && för att markera selektiv evaluering. I programmeringsspråket C kan tecknet användas framför en variabel för att få variabelns minnesadress. I Excel-formler används det för att konkatenera två värden.